# Lilly Be'Soer
Lilly Kolts Be'Soer é uma activista dos direitos das mulheres de Papua-Nova Guiné.

## Biografia
Be'Soer nasceu e cresceu na actual província de Jiwaka, nas terras altas de Papua-Nova Guiné. Ela fundou a Voice for Change, uma organização não governamental focada em acabar com a violência contra mulheres e meninas. Be'Soer é membro do Grupo Consultivo da Sociedade Civil das Nações Unidas para Mulheres da Ásia-Pacífico e do Comité Provincial de Orçamento e Planeamento de Jiwaka, Presidente do Grupo de Apoio à Violência Familiar no Distrito de Whagi do Sul, Província de Jiwaka e membro da Rede de Mulheres do Pacífico Contra a Violência Contra a Mulher. Be'Soer também estabeleceu um comité para tratar da violência relacionada à bruxaria e feitiçaria e é a Secretária-Geral da Rede Regional de Defensores dos Direitos Humanos das Mulheres das Terras Altas das Nações Unidas. Be'Soeré também a directora da Iniciativa de Desenvolvimento da Mulher Rural na Papua-Nova Guiné.
Be'Soer também ajudou a facilitar a mediação em conflitos tribais e guerras. Em janeiro de 2012 coordenou um acordo de paz na província de Jiwaka entre clãs da tribo Kondika que estavam em guerra desde 2009. O acordo incluiu o re-assentamento de cerca de 500 famílias deslocadas.

### Reconhecimento
Em 2010 Be'Soer recebeu o prémio Pacific Human Rights Defenders.